# Línguas de Angola
O português é a língua oficial e língua franca de Angola, fazendo da nação a segunda maior comunidade lusoparlante do mundo (atrás somente do Brasil).[ligação inativa] Uma grande porção da população angolana fala, como primeira língua, alguma das línguas nacionais de Angola. As principais línguas nacionais faladas em Angola são o umbundo (umbundu), o quimbundo (kimbundu), o congo (kikongo), o chócue (côkwe), o vambunda (mbunda) e o cuanhama (kwanyama). Além destas, são faladas dezenas de outras línguas nacionais — com fontes que afirmam haver 20 línguas enquanto outras fontes falam em 37 línguas e 50 dialectos, mas estas indicações não são nem fiáveis nem criteriosas.
Há também a Língua Gestual Angolana (LGA). É uma língua de modalidade visuogestual dedica à comunidade surda.

## Os grupos étnicos e as suas línguas

Mapa étnico de Angola em 1970

Como em qualquer país africano, a população de Angola é no essencial constituída pelos povos africanos residentes no seu espaço. A implantação geográfica destes povos, hoje designados como etnias, no fim da era colonial depreende-se do mapa constante desta página; apesar das vicissitudes das décadas pós-coloniais, esta distribuição espacial continua no essencial inalterada. Convém reter que, em termos globais, a esmagadora maioria dos angolanos – da ordem 87% – é de origem banta. Existem ainda pequenos grupos coissãs. Importa mencionar a existência de uma população branca, constituída por pessoas que nasceram em Angola no tempo colonial e optaram por ficar depois da independência, adquirindo a nacionalidade angolana; o seu número (1 a 2%) poderá depreender-se dos resultados do censo realizado em 2014. Finalmente há o grupo dos "mestiços", de ascendência africana e europeia, provavelmente um pouco mais numeroso do que o dos brancos.

### Ovimbundos
O principal grupo sociocultural de Angola é o dos ovimbunda que se concentra no centro-sul do país, ou seja, no Planalto Central e algumas áreas adjacentes, especialmente na faixa litoral a oeste do Planalto Central de Angola, uma região que compreende as províncias do Huambo, Bié e Benguela. Os ovimbundos constituem hoje um pouco mais da terça parte da população, e a sua língua, o umbunda, é por conseguinte a segunda língua mais falada em Angola (a seguir ao português) com 5,9 milhões de falantes (37 % da população), segundo o censo da população angolana realizado pelo Instituto Nacional de Estatística de Angola em 2014. Por causa da Guerra Civil Angolana, muitos ovimbundos fugiram das zonas rurais para as grandes cidades, não apenas para Benguela e Lobito, mas também para Luanda e até para cidades geograficamente periféricas como Lubango, transportando assim a sua língua para regiões onde esta antes não era falada.

### Ambundos
Em termos de importância numérica, o segundo grupo são os ambundos que representam cerca da quarta parte da população. A sua língua, o quimbundo era o idioma do antigo Reino do Dongo e do Reino da Matamba, seus diversos dialectos são o ginga / jinga (njinga), quimbamba (kimbamba) / bambeiro / bamba (mbamba; pode ser uma língua separada), ambaca / ambaquista (mbaka), dongo (ndongo) / quindongo (kindongo) e angolar / negola (ngola). É uma língua relacionada às línguas songo, sama, bolo, bali.
As variantes são o ginga / jinga (njinga), ambamba (mbamba) bamba / quimbamba / bao(quimbamba, bambeiro), ambaca (ambaquista) e o angolar. É uma língua relacionada às línguas songo, sama, bolo e bali. Falada por 7,82% da população, maioritariamente na região centro-norte ( principais províncias: Luanda, Malanje, Bengo, Cuanza Sul, Cuanza Norte e uma pequena parte do Uíge). O quimbundo é uma língua com grande relevância, por ser a língua tradicional da capital nacional. O quimbundo emprestou muitas palavras à língua portuguesa e importou desta, também, alguns vocábulos.
Durante o período colonial português, um decreto de 1919 proibiu o uso de línguas locais nas escolas e tornou obrigatório o português. Isto reduziu fortemente o uso do quimbundo entre populações educadas e urbanas em favor do Português. Por outro lado, quimbundo foi aprendido por uma parte significativa da população portuguesa da região, e muitas palavras em quimbundo passaram para o cotidiano português falado lá. Nos anos 1960 e 1970, até grupos musicais brancos e racialmente misturados costumavam a cantar canções em quimbundo, por exemplo, “Monami” e “Kamba iyami”. Em parte da província de Malanje culturalmente "assimilada", as populações de ambundos produziram uma mistura de quimbundo e português chamada ambaca, cujos falantes são chamados ambaquistas.

### Congos
No norte, nas províncias do Uíge, do Zaire e uma parte do Cuanza Norte, concentra-se a maior parte dos congos que representam hoje pouco mais de 10% da população. A sua língua, quicongo, era o idioma do antigo Reino do Congo e tem diversos dialectos (tal como também as têm o umbundo e o quimbundo). Em consequência da guerra pela independência muitos congos refugiaram-se na hoje República Democrática do Congo onde boa parte aprendeu também o francês e o lingala, língua de comunicação na parte ocidental daquele país. A maioria dos refugiados congos, e/ou seus filhos e netos, regressou para Angola a seguir à independência, reinstalando-se em geral ao seu território de origem, mas formando também núcleos populacionais importantes nas cidades situados fora desta área, principalmente em Luanda. Deste modo, também o quicongo, está hoje de algum modo presente em boa parte de Angola, com 8,24% de falantes.
Na província de Cabinda existe ainda a língua ibinda, um dialeto da língua congo.

### Chócues
Os chócues estão presentes numa boa parte do leste de Angola, desde a Lunda Norte e Lunda Sul ao Moxico e mesmo ao Bié. Enquanto mais a norte constituem, juntamente com os lundas (de língua lunda), a população exclusiva, a sua presença mais a sul e cada vez mais dispersa e se mistura com a dos pequenos povos da região, habitualmente designados pelo termo ganguelas. A língua chócue é falada por 6,54% da população tem vindo a sobrepor ao lunda, mas aparentemente não às línguas de outros povos.

### Ganguelas
Os povos designados como ganguelas são: luenas, luvales, vambundas, luimbis, cangalas, ambuílas, luchazes, camachis, etc., — não constituem uma etnia abrangente, e cada um fala a sua língua, embora estas sejam de certo modo aparentadas e reunidas sob a definição de "língua ganguela" (língua ganguela-luchazi). Porém actualmente têm o estatuto de "língua nacional" o vambunda.

### Cuanhamas e ovambos
Diferente é o caso dos ovambos, que são um grande grupo sociolinguístico e cultural existente principalmente na Namíbia, mas em parte significativa também na província do Cunene, no sul de Angola. A sua língua é o ovambo, a língua africana mais importante da Namíbia. Em Angola essa língua é geralmente falada na forma de dialectos, próprios de diferentes subgrupos. O subgrupo de maior destaque em Angola é o dos cuanhamas (que usa o dialeto cuanhama), mas há ainda os cuamatos, os cafimas, os evales e os dombondolas.

### Outras línguas de Angola
Um outro conjunto de povos é, desde os tempos coloniais, classificado como nhaneca-humbes, mas tão pouco constituem uma etnia abrangente, nem pela sua identidade social, mas por uma raiz linguística comum, a língua nhaneca.
No sudoeste de Angola existem pequenos povos aparentados aos hereros, principalmente os mucubais, os himbas e os dimbas.
A situação étnica e linguística actual no extremo sudeste de Angola, especialmente dos xindongas, na província do Cuando-Cubango, é mal conhecida e constitui neste momento o objecto de um estudo em curso.
Finalmente existem no sul de Angola grupos residuais de coissãs, povos distintos dos povos bantos e com as suas línguas específicas.
Por último, cerca de 3% da população é caucasiana (maioritariamente de origem portuguesa) ou mestiça, população que se concentra primariamente nas cidades e tem o português por língua materna. De referir, ainda, a existência de um número considerável de falantes das línguas francesa e lingala, explicada pelas migrações fuga de muito congos angolanos para a República Democrática do Congo, no início da guerra pela independência, e o seu regresso após a independência.

## Promoção das línguas nacionais
Durante o período colonial, o uso das línguas indígenas estava praticamente circunscrito ao ensino do catolicismo. Contudo, a língua portuguesa não conseguiu fixar-se em todo o território devido à limitada utilização que as populações africanas dela faziam, principalmente nas zonas rurais, permanecendo as línguas indígenas, relativamente intactas.
Com a independência do país, algumas dessas línguas adquirem o estatuto de línguas nacionais, coexistindo com a língua portuguesa como veículos de comunicação e expressão, teoricamente em pé de igualdade.
Com vista à valorização, utilização e promoção das línguas locais, o Instituto de Línguas Nacionais de Angola fixou normas ortográficas dos idiomas chócue (côkwe), quicongo (kikongo), quimbundo (kimbundu), vambunda, cuanhama (kwanyama) e umbundo (umbundu), estudando os aspectos fonéticos, fonológicos, morfossintácticos, lexicais e semânticos. Os resultados deste trabalho de investigação serviram de base à elaboração de material didáctico para a futura introdução destas línguas no ensino primário, em paralelo com o português.
Nos media as línguas africanas são também utilizadas, por exemplo, pela emissora de rádio Ngola Yetu (Nossa Angola, em quimbundo), que emite diariamente programas e notícias em sete idiomas.

## Situação do português

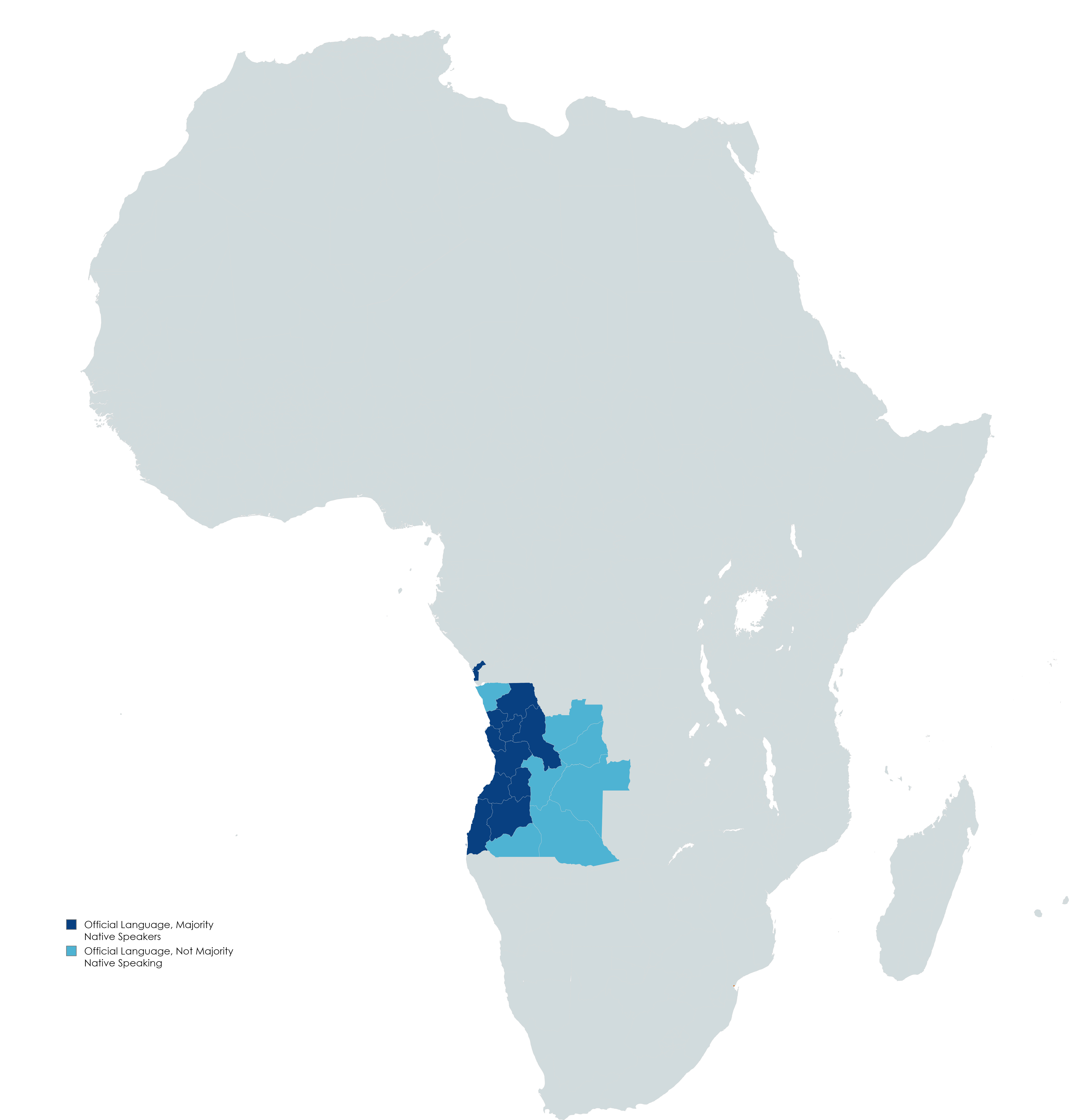
Mapa de Angola:
Português como língua nativa majoritária
Português como oficial mas não idioma nativo majoritário

A adopção da língua do antigo colonizador como língua oficial foi um processo comum à grande maioria dos países africanos. No entanto, em Angola deu-se o facto pouco comum de uma intensa disseminação do português entre a população angolana, a ponto de haver uma expressiva parcela da população que tem como sua única língua aquela herdada de Portugal.
São vários os motivos que explicam esse fenómeno. O principal foi a implantação, pelo regime colonial português, de uma política assimiladora que visava a adopção, pelos angolanos, de hábitos e valores portugueses, considerados "civilizados", entre os quais se encontrava o domínio da língua portuguesa. Por outro lado, há que ter em conta também a presença de um elevado número de colonos portugueses, espalhados por todo o território, bem como dos sucessivos contingentes militares portugueses que, durante o longo período da Guerra Colonial, se fixaram no interior do país.
Apesar de ser um processo impositivo, a adopção do português como língua de comunicação corrente em Angola propiciou também a veiculação de ideias de emancipação em certos sectores da sociedade angolana. Principalmente a partir de meados do século XX, a língua portuguesa facilitou a comunicação entre pessoas de diferentes origens étnicas. O período da guerra colonial foi o momento fundamental da expansão da consciência nacional angolana. De instrumento de dominação e clivagem entre colonizador e colonizado, o português adquiriu um carácter unificador entre os diferentes povos de Angola.
Com a independência em 1975, o alastramento da guerra civil, nas décadas subsequentes, teve também um efeito de expansão da língua portuguesa, nomeadamente pela fuga de populações rurais para as cidades — particularmente Luanda — levando ao seu desenraizamento cultural e forçando a rápida adopção do português.
A própria implantação do novo Estado nacional reforçou a presença do português, usado no exército, no sistema administrativo, no sistema escolar, nos meios de comunicação, etc. O fato também do português ser a língua franca nacional, fazendo da nação a segunda maior comunidade lusoparlante do mundo (atrás somente do Brasil), faz a língua ganhar aspecto impotantíssimo, visto que projeta economicamente e estrategicamente Angola sobre Portugal, por exemplo.
Embora, oficialmente, o governo angolano declarasse defender as línguas nacionais, na prática, tendeu sempre a valorizar exclusivamente aspectos que contribuíssem para a unificação do país — o português como a única língua unificadora — em detrimento de tudo o que pudesse contribuir para a diferenciação dos grupos e a tribalização — a miríade de línguas e dialectos regionais e étnicos.
Embora as línguas nacionais ainda sejam as línguas maternas da maioria da população, o português é já a primeira língua de cerca de 40% da população angolana—proporção que se apresenta muito superior na capital do país — e 71,15 % dos angolanos afirmam usá-la em casa de acordo com o censo levado a cabo em 2014.
Língua oficial e do ensino e um dos factores de unificação e integração social, o português encontra-se aqui em permanente transformação. As interferências linguísticas resultantes do seu contacto com as línguas nacionais, a criação de novas palavras e expressões forjadas pelo génio inventivo popular, bem como certos desvios à norma padrão de Portugal, imprimem-lhe uma nova força, vinculando-a e adaptando-a cada vez mais à realidade angolana. Alguns dos muitos exemplos são as palavras: "kamba", "kota", "caçula" ou "bazar", que provêm de vocábulos quimbundo, di-kamba (amigo), dikota (mais velho), kasule (o filho mais novo) e kubaza (fugir), respectivamente. Para além dos já plenamente dicionarizados na língua portuguesa, batuque, bobó, bunda, bumbar, bué, cambolar, capanga, catinga, curinga, dendê, gingar, ginguba, jimbolo, jingo, maxim, minhoca, missanga, mocambo, mocotó, moleque, munda, mupanda, mutula, muzungo, pupu, quibuca, quilombo, quitanda, samba, sibongo, tacula, tamargueira, tanga, tarrafe, tesse, ulojanja, umbala, xingar e muitos outros.
A língua literária em Angola distinguiu-se sempre pela presença das línguas locais, expressamente em diálogos ou interferindo fortemente nas estruturas do português. Embora quase exclusivamente em língua portuguesa, a literatura angolana conta também com algumas obras em quimbundo e umbundo.

## Lista de idiomas em Angola[19]
| #  | Idiomas                  | Número de falantes em Angola      |
| -- | ------------------------ | --------------------------------- |
| 1  | Chócue/Cokwe/Chokwe      | 456 000                           |
| 2  | Dimba/Zemba              | 18 000                            |
| 3  | Francesa                 | 700 000                           |
| 4  | Gciriku                  | 24 000                            |
| 5  | Himba/Herero             | 20 000                            |
| 6  | Holu                     | 23 100                            |
| 7  | Khongo                   | 20 000                            |
| 8  | Khwedam                  | 200                               |
| 9  | Quibala                  | 2 630                             |
| 10 | Congo                    | 2 000 000                         |
| 11 | Quilari                  | Número desconhecido em Angola     |
| 12 | Quimbundo                | 1 700 000                         |
| 13 | !Kung-Ekoka              | 5 500                             |
| 14 | Cuvale                   | 70 000                            |
| 15 | Kwadi                    | Nenhum nativo conhecido em Angola |
| 16 | Kwandu                   | 6 000                             |
| 17 | Kwangali                 | 22 000                            |
| 18 | Lingala                  | 138 000                           |
| 19 | Luba-Kasai               | 60 000                            |
| 20 | Luchazi/Ganguela-luchazi | 400 000                           |
| 21 | Luimbi                   | 43 900                            |
| 22 | Lunda                    | 178 000                           |
| 23 | Luvale                   | 464 000                           |
| 24 | Makoma                   | 3 000                             |
| 25 | Mashi                    | 2 630                             |
| 26 | Mbangala                 | 400 000                           |
| 27 | Mbukushu                 | 4 000                             |
| 28 | Vambunda                 | 135 000                           |
| 29 | Mbwela                   | 222 000                           |
| 30 | Mpinda                   | 30 000                            |
| 31 | Ndombe                   | 22 300                            |
| 32 | Ngandyera                | 13 100                            |
| 33 | Ngendelengo              | 900                               |
| 34 | Nkangala                 | 22 300                            |
| 35 | Nkumbi                   | 150 000                           |
| 36 | !Kung                    | 5 630                             |
| 37 | Nianeca                  | 300 000                           |
| 38 | Niemba                   | 222 000                           |
| 39 | Nyengo                   | 9 380                             |
| 40 | Ovambo (cuanhama/Ndonga) | 461 000                           |
| 41 | Português                | 15 470 000                        |
| 42 | Ruund                    | 98 500                            |
| 43 | Sama                     | 24 000                            |
| 44 | Songo                    | 50 000                            |
| 45 | Suku                     | 30 000                            |
| 46 | Umbundo                  | 6 000 000                         |
| 47 | Yaka/Jaga                | 200 000                           |
| 48 | Yauma                    | 17 100                            |
| 49 | Yombe                    | 39 400                            |